# Palpomyia longicornis
Palpomyia longicornis är en tvåvingeart som först beskrevs av Samuel Wendell Williston  1896.  Palpomyia longicornis ingår i släktet Palpomyia och familjen svidknott. Inga underarter finns listade i Catalogue of Life.